# Кнут (медведь)
Кнут (МФА: [ˈknuːt]о файле) (5 декабря 2006 — 19 марта 2011) — белый медведь, родившийся в Берлинском зоопарке. Мать отвергла детёныша при рождении, и он был выращен сотрудником зоопарка Томасом Дёрфлайном. Рождение Кнута стало знаменательным событием для учреждения: впервые за 30 лет здесь появился на свет детёныш белого медведя. Благодаря освещению инцидента прессой он стал привлекать внимание туристов и приносить прибыль. После того как немецкий таблоид «Бильд» опубликовал цитату борца за права животных, осуждающего содержание медвежонка в неволе, поклонники по всему миру объединились, чтобы поддержать воспитание Кнута людьми. На протесты приходили дети, а поклонники со всего мира посылали письма, поддерживая идею.
Кнут стал причиной зарождения феномена поп-культуры «Кнутмания» по всему миру: были выпущены игрушки, специальные медиапродукты, DVD и книги. Медвежонок стал основным источником прибыли зоопарка за 2007 год — около 5 млн евро. Статистика годовых посещений зоопарка выросла на 30 %, сделав 2007 год самым прибыльным за 163-летнюю историю учреждения.
Жители Берлина, символом которого является медведь, с нетерпением ожидали показа Кнута публике. Первый раз медвежонок был предъявлен посетителям зоопарка 23 марта 2007 года. Очень быстро Кнут стал мировой знаменитостью. Большой популярностью среди жителей Берлина и туристов пользовались так называемые «Кнут-шоу» — игры медвежонка с ныне покойным Томасом Дёрфлайном. И в зоопарке, и за его пределами продаются белые плюшевые медвежата и сувениры с изображением Кнута.
Около половины (541 из почти 1000) родившихся в Берлине в марте 2007 года мальчиков были названы именем Кнут. Такой популярностью среди берлинцев это относительно древнее имя обязано знаменитому медвежонку.

## Смерть
19 марта 2011 года четырёхлетний Кнут потерял сознание и умер в своём вольере. Свидетели, число которых составило почти 700 человек, сообщили, что левая лапа медведя стала трястись, он стал ходить по кругу, после чего упал в воду. Вскрытие тела Кнута показало причину смерти — энцефалит, развившийся на фоне неустановленной инфекции.
В неволе белые медведи живут до 30 лет. Правящий бургомистр Берлина Клаус Воверайт заявил, что Кнут был «звездой Берлинского зоопарка». Для увековечивания его памяти 24 октября 2012 года на территории учреждения открыли памятник «Кнут-мечтатель», автором которой стал скульптор Иосиф Табачник.
Из самого же Кнута сделали чучело, которое выставлено в Берлинском музее естественной истории, несмотря на то, что эта идея вызывала множество протестов.
|  |  |  |